# Liste der Bischöfe von Leitmeritz

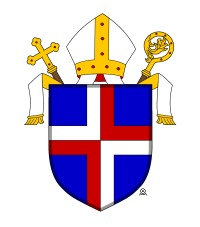
Wappen des Bistums Leitmeritz

Die folgenden Personen waren bzw. sind Bischöfe von Leitmeritz / (Litoměřice)
| Nr. | Bischof                                      | von  | bis  | Beschreibung | Darstellung | Wappen |
| --- | -------------------------------------------- | ---- | ---- | --- | ----------- | ------ |
| 01  | Maximilian Rudolf von Schleinitz             | 1655 | 1675 | * 1606 in Warnsdorf, am 6. Mai 1630 in Prag zum Priester geweiht, am 2. Juli 1655 zum Bischof von Leitmeritz ernannt, konsekriert am 3. Juli 1655, † 13. Oktober 1675 |             |        |
| 02  | Jaroslaw Ignaz von Sternberg                 | 1675 | 1709 | * 23. Mai 1641 in Prag, 1668 in Prag zum Priester geweiht, am 30. Oktober 1675 zum Bischof von Leitmeritz ernannt, am 22. Juni 1676 von Papst Clemens X. bestätigt, konsekr. am 13. September 1676, † 12. April 1709 |             |        |
| 03  | Hugo Franz von Königsegg-Rothenfels          | 1709 | 1720 | * 7. Mai 1660 in Wien (Österreich) am 4. April 1705 in Leitmeritz zum Priester geweiht, am 6. August 1709 zum Bischof von Leitmeritz bestellt, am 26. Juni 1711 von Papst Clemens XI. bestätigt, konsekr. am 7. Juni 1711, † 6. September 1720 |             |        |
| 04  | Johann Adam Wratislaw von Mitrowitz          | 1721 | 1733 | * 20. Mai 1677 in Chotoviny, am 15. April 1702 in Prag zum Priester geweiht, am 12. November 1710 zum Bischof von Königkrätz ernannt, am 12. Mai 1711 von Papst Clemens XI. bestätigt, konsekr. am 14. Juni 1711, am 9. Januar 1721 zum Bischof von Leitmeritz gewählt, am 24. September 1721 von Papst Innozenz XIII. bestätigt, installiert am 3. Mai 1722, † 2. Juni 1733                                                                              |             |        |
| 05  | Moritz Adolf Karl von Sachsen-Zeitz-Neustadt | 1733 | 1759 | * 1. Dezember 1702 in Zeitz, am 22. März 1716 konvertiert, 1725 Priester im Apostolischen Vikariat des Nordens, Deutschland, am 8. Februar 1730 zum Titularbischof von Pharsalus ernannt, konsekr. am 27. August 1730, am 8. Oktober 1731 zum Bischof von Königgrätz gewählt, am 3. März 1732 von Papst Clemens XII. bestätigt, am 4. Juli 1733 Bischof von Leitmeritz, am 1. Oktober 1733 bestätigt und installiert am 7. Dezember 1733, † 20. Juni 1759 |             |        |
| 06  | Emmanuel Ernst von Waldstein                 | 1760 | 1789 | * 17. Juli 1716 in Prag, am 17. Dezember 1740 in Prag zum Priester geweiht, am 23. Mai 1756 zum Weihbischof in Prag un Titularbischof vom Amyclae ernannt, am 19. Juli 1759 zum Bischof von Leitmeritz bestellt, am 28. Januar 1760 von Papst Clemens VIII. bestätigt, installiert am 17. März 1760, † 7. März 1789 |             |        |
| 07  | Ferdinand Kindermann von Schulstein          | 1790 | 1801 | * 27. September 1740 in Království, am 3. März 1765 in Prag zum Priester geweiht, am 4. Februar 1790 zum Bischof von Leitmeritz bestellt und am 29. März 1790 von Papst Pius VI. bestätigt, konsekr. am 4. Juli 1790, † 25. Mai 1801 |             |        |
| 08  | Wenzel Leopold Chlumčanský von Přestavlk     | 1802 | 1815 | * 15. November 1749 auf Schloss Hostitz, Südböhmen, am 19. Dezember 1722 in Prag zum Priester geweiht, am 1. Juni 1795 zum Weihbischof in Prag und zum Titularbischof von Cydonia ernannt, konsekr. am 28. September 1795, am 15. Oktober 1801 zum Bischof von Leitmeritz bestellt und am 30. Juni 1802 installiert, am 30. Dezember 1814 Erzbischof von Prag, † 14. Juni 1830                                                                            |             |        |
| 09  | Josef Franz Hurdálek                         | 1815 | 1822 | * 6. November 1747 in Náchod, am 21. September 1771 zum Priester geweiht, am 18. Dezember 1815 zum Bischof von Leitmeritz ernannt, konsekr. am 18. Februar 1816, am 28. September 1822 emeritiert, † 27. Dezember 1833 |             |        |
| 10  | Vincenz Eduard Milde                         | 1823 | 1832 | * 11. Mai 1777 in Brünn, am 9. März 1800 in Wien zum Priester geweiht, am 16. Januar 1823 zum Bischof von Leitmeritz ernannt und am 6. Mai 1823 von Papst Pius VII. bestätigt, konsekr. 13. Juli 1823, am 27. Oktober 1893 Erzbischof von Wien, inthronisiert am 31. Mai 1832, † 14. März 1853 |             |        |
| 11  | Augustin I. Bartolomäus Hille                | 1832 | 1865 | * 2. Dezember 1786 in Großschönau, am 2. Juli 1832 zum Bischof von Leitmeritz bestellt, konsekr. 16. September 1832, † 26. April 1865. |             |        |
| 12  | Augustin II. Pavel Vahala                    | 1866 | 1877 | * 23. März 1802 in Palzendorf, am 22. September 1827 zum Priester geweiht, am 8. April 1866 zum Bischof von Leitmeritz ernannt, kons. 15. April 1866, † 10. September 1877 |             |        |
| 13  | Anton Ludwig Frind                           | 1879 | 1881 | * 9. Oktober 1823 in Hainspach, am 22. Juni 1879 zum Bischof von Leitmeritz geweiht, † 18. Oktober 1881 |             |        |
| 14  | Emmanuel Johann Schöbel                      | 1882 | 1909 | * 12. Februar 1824 in Radowenz, am 6. August 1882 zum Bischof von Leitmeritz geweiht, † 28. November 1909 |             |        |
| 15  | Josef Gross                                  | 1910 | 1931 | * 10. Oktober 1866 in Pfraumberg, am 20. April 1910 zum Bischof von Leitmeritz bestellt, konsekr. am 22. Mai 1910, † 20. Januar 1931 |             |        |
| 16  | Anton Alois Weber                            | 1931 | 1947 | * 24. Oktober 1877 in Wolfsberg, am 17. Februar 1901 zum Priester geweiht, am 22. Oktober 1931 zum Bischof von Leitmeritz ernannt, konsekr. am 22. November 1931, emeritiert am 10. März 1947, am 10. März 1947 zum Titularerzbischof von Samos ernannt, † 12. September 1948 |             |        |
| 17  | Štěpán Trochta SDB                           | 1947 | 1974 | * 26. März 1905 in Francova Lhota, am 29. Juni 1932 zum Ordenspriester geweiht, am 27. September 1947 zum Bischof von Leitmeritz ernannt, Bischofsweihe 16. November 1947. am 28. April 1969 Ernennung zum Kardinal in pectore, am 5. Mai 1973 offizielle Kardinalsernennung, † 6. April 1974 |             |        |
|     | Sedisvakanz 1974–1989                        |      |      | |             |        |
| 18  | Josef Koukl                                  | 1989 | 2003 | * 8. November 1926 in Brünn, am 23. April 1950 zum Priester geweiht, am 26. Juli 1989 zum Bischof von Leitmeritz ernannt, Bischofsweihe am 27. August 1989, emeritiert am 24. Dezember 2003, † 22. Mai 2010 |             |        |
| 19  | Pavel Posád                                  | 2003 | 2008 | * 28. Juni 1953 in Budkov, am 26. Juni 1977 in Brünn zum Priester geweiht, am 24. Dezember 2003 zum Bischof von Leitmeritz ernannt, Bischofsweihe am 28. Februar 2004, am 26. Januar 2008 Ernennung zum Weihbischof in Budweis und Titularbischof von Poetovium |             |        |
| 20  | Jan Baxant                                   | 2008 | 2023 | * 8. Oktober 1948 in Karlovy Vary, am 23. Juni 1973 in Prag zum Priester geweiht, am 4. Oktober 2008 zum Bischof von Leitmeritz ernannt, Bischofsweihe am 22. November 2008, emeritiert am 23. Dezember 2023 |             |        |
| 21  | Stanislav Přibyl CSsR                        | 2023 |      | * 16. November 1971 in Prag, Eintritt in den Redemptoristenorden, am 22. Juni 1996 zum Priester geweiht, am 23. Dezember 2023 ernannt, Bischofsweihe am 2. März 2024 |             |        |